# NGC 4647
NGC 4647 est une galaxie spirale intermédiaire située dans la constellation de la Vierge. NGC 4647 a été découverte par l'astronome germano-britannique William Herschel en 1784.

## Description
Sa vitesse par rapport au fond diffus cosmologique est de 1 732 ± 23 km/s, ce qui correspond à une distance de Hubble de 25,55 ± 1,82 Mpc (∼83,3 millions d'al).
La classe de luminosité de NGC 4647 est III et elle présente une large raie HI. Elle renferme également des régions d'hydrogène ionisé. La luminosité de la galaxie NGC 4647 dans l'infrarouge lointain (de 40 à 400 µm)  est égale à 4,57 × 109 {\displaystyle L_{\odot }} (109,66{\displaystyle L_{\odot }}) et sa luminosité totale dans l'infrarouge (de 8 à 1 000 µm) est de 6,46 × 109 {\displaystyle L_{\odot }} (109,81{\displaystyle L_{\odot }}).

## Morphologie
NGC 4647 a été utilisée par Gérard de Vaucouleurs comme une galaxie de type morphologique SAB(rs)c dans son atlas des galaxies,.
Eskridge, Frogel et Pogge ont publié un article en 2002 décrivant la morphologie de 205 galaxies spirales ou lenticulaires rapprochées. Les observations ont été réalisées dans la bande H de l'infrarouge et dans la bande B (le bleu). Selon Eskridge et ses collègues, NGC 4647 est de type SB(r)c dans la bande B et SBbc dans la bande H. Le bulbe de NGC 4647 est petit et très plat. Il est encastré dans une barre dont l'angle de position est presque orthogonal à celui du bulbe. Un motif spiralé symétrique à deux bras émerge des extrémités de la barre. Ces bras peuvent être tracés sur un enroulement complet avant de s'estomper. Les bras extérieurs, probablement affectés par la galaxie elliptique M60 (NGC 4649), sont très pelucheux.

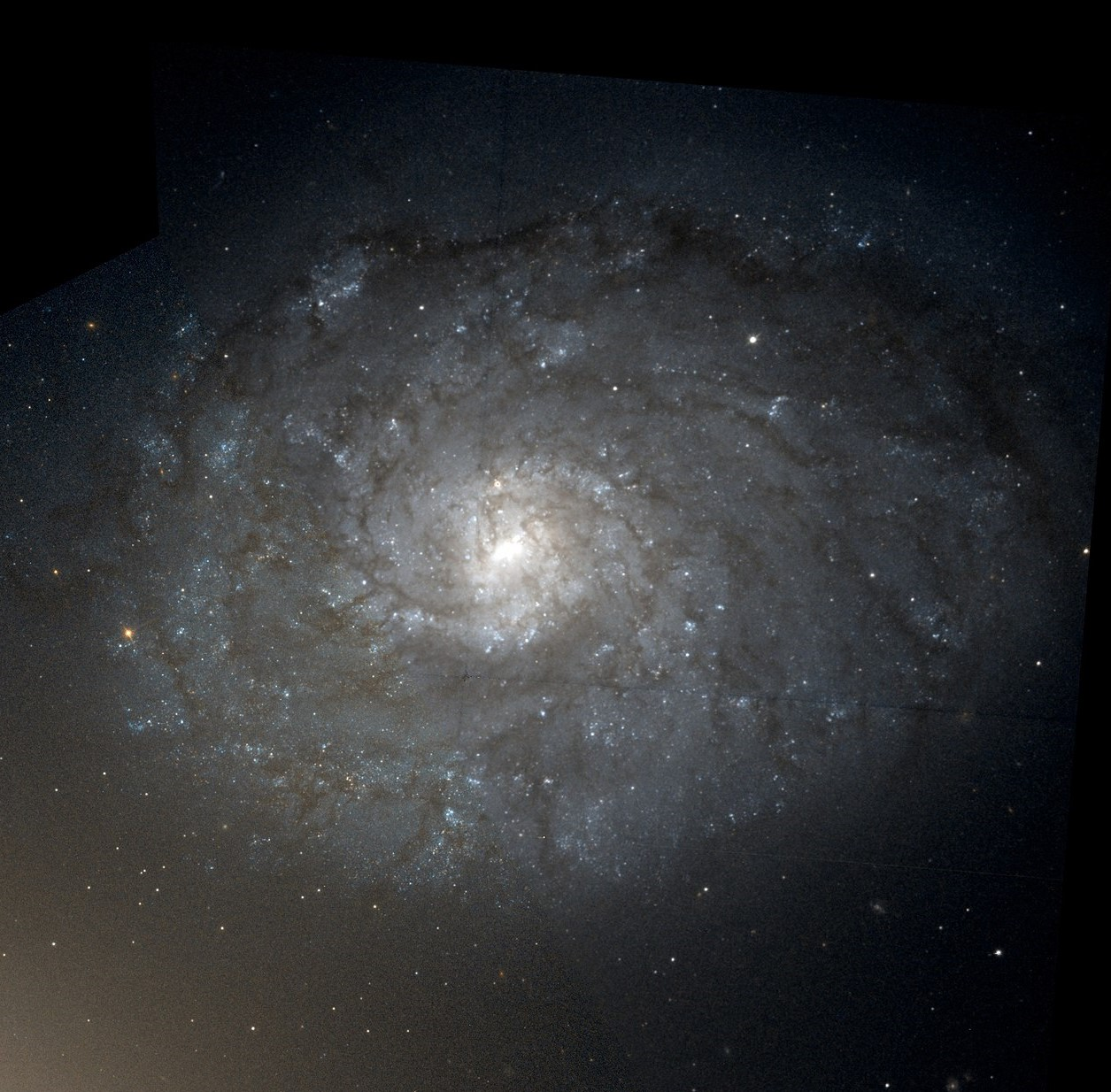
NGC 4647 par le télescope spatial Hubble, version recadrée.

## Distance de NGC 4647
À ce jour, 11 mesures non basées sur le décalage vers le rouge (redshift) donnent une distance de 17,591 ± 3,043 Mpc (∼57,4 millions d'al), ce qui est un peu à l'extérieur des valeurs de la distance de Hubble.
Cette galaxie, comme plusieurs de l'amas de la Vierge, est relativement rapprochée du Groupe local et on obtient souvent une distance de Hubble très différente en raison de leur mouvement propre dans le groupe où dans l'amas où elles sont situées. La distance de 17,591 Mpc est peut-être plus près de la réalité. Selon ces deux mesures, NGC 4647 se dirige vers le centre de l'amas en direction opposée à la Voie lactée. Notons que c'est avec la valeur moyenne des mesures indépendantes, lorsqu'elles existent, que la base de données NASA/IPAC calcule le diamètre d'une galaxie.

## Milieu interstellaire de NGC 4647
Comme plusieurs galaxies de l'amas de la Vierge, le gaz de NGC 4647 a été légèrement perturbé en raison de la pression dynamique causée par son mouvement dans le milieu intergalactique de l'amas. Cette galaxie présente une légère perturbation cinématique, montrant un côté de la courbe de rotation qui s'aplatit et l'autre qui continue de croître. Cette asymétrie est couplée à une asymétrie dans la distribution des gaz moléculaires, mais pas dans celle des gaz atomiques.
Ce genre de perturbation est assez répandu, mais ce qui est étrange dans le cas de NGC 4647 est la distribution des gaz moléculaires qui semble plus perturbée que celle des régions HI.

## Supernova
La supernova SN 1999A a été découverte dans NGC 4647 le 25 janvier par G. N. Kimeridze. Le type de cette supernova n'a pas été déterminé. En 2022, elle abrite la supernova de type Ia SN 2022hrs, découverte par Koichi Itakagi le 16 avril.

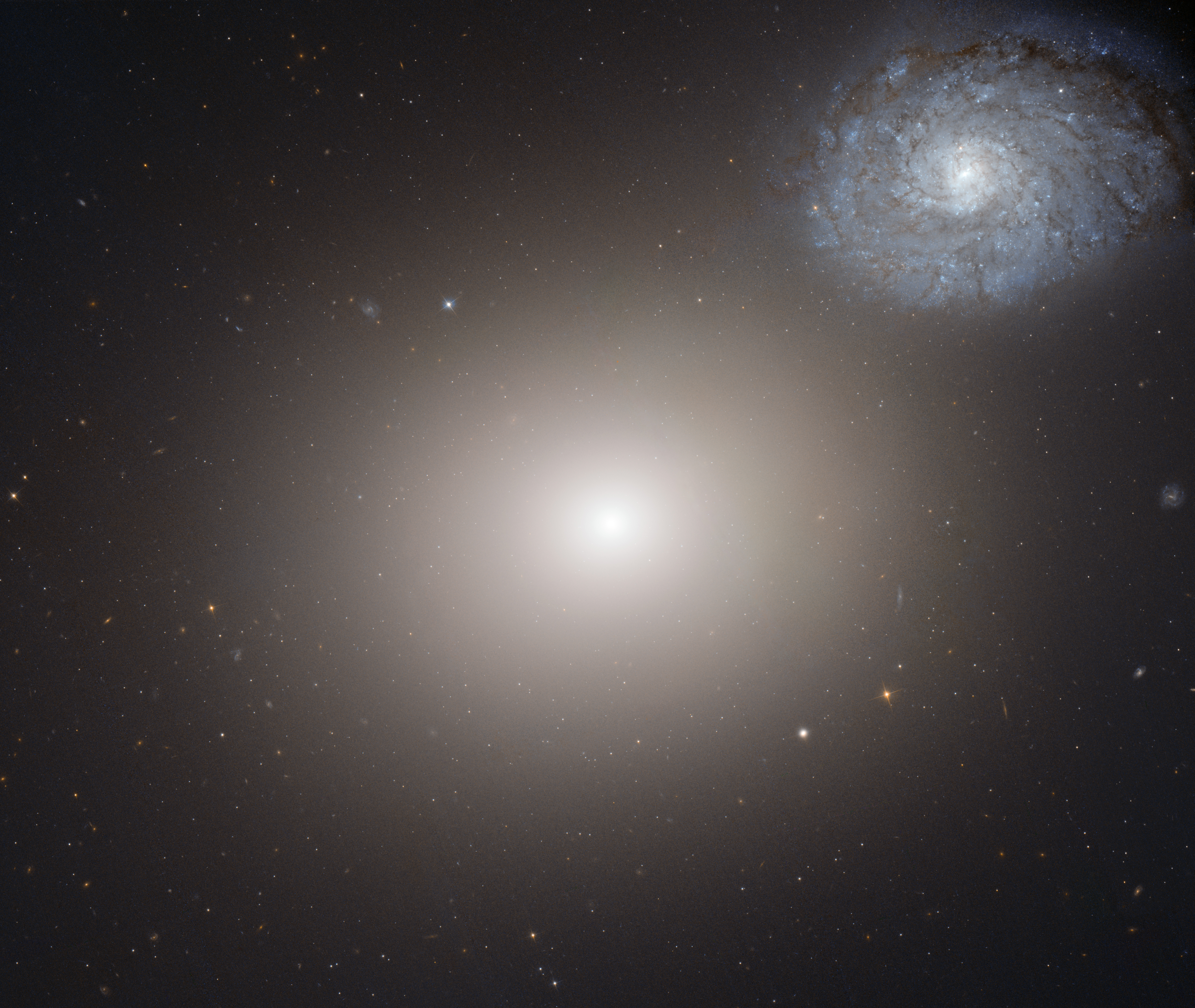
Arp 116 est constitué de NGC 4647 et de M60.

## Arp 116 et l'interaction avec M60
NGC 4647 et M60 (NGC 4649) sont deux galaxies qui se chevauchent lorsqu'on les observe de la Terre. Elles figurent dans l'atlas des galaxies particulières de Halton Arp sous la cote Arp 116. Arp rapporte que la galaxie elliptique perturbe la galaxie spirale.
Les astronomes tentent depuis longtemps de déterminer si ces deux galaxies sont réellement en interaction gravitationnelle,. Il n'y a cependant aucune preuve de formation de nouvelles étoiles dans les deux galaxies, ce qui serait l'un des signes clairs qu'elles interagissent effectivement. Des études récentes d'images très détaillées prise par le télescope spatial Hubble suggèrent le début d'une interaction de marée entre elles.
Selon E.L. Turner, les galaxies NGC 4647 et NGC 4649 (M60) forment une paire de galaxies rapprochées. Selon des mesures indépendantes du décalage vers le rouge, la distance de M60 est égale à 16,702 ± 3,046 pc, ce qui est à l'intérieur des incertitudes égale distance de NGC 4647. Ces deux galaxies forment donc une réelle paire.
Il est assez étonnant de constater qu'A.M. Garcia place ces deux galaxies dans deux groupes différents, NGC 4647 dans le groupe de M87 et M60 dans le groupe de M49. Pour Abraham Mahtessian, ces deux galaxies font partie du même groupe, celui de M60.

## Groupe de M87, de M60 et l'amas de la Vierge
Selon A.M. Garcia, NGC 4647 est membre du groupe de M87 (NGC 4486). Ce groupe de galaxies comprend au moins 96 membres, dont 53 apparaissent au New General Catalogue et 17 à l'Index Catalogue.
D'autre part, la plupart des galaxies du New General Catalogue, dont NGC 4647, et seulement quatre de l'Index Catalogue du groupe de M87 apparaissent  dans une liste de 227 galaxies d'un article publié par Abraham Mahtessian en 1998. Cette liste comporte plus de 200 galaxies du New General Catalogue et une quinzaine de galaxies de l'Index Catalogue. On retrouve dans cette liste 11 galaxies du Catalogue de Messier, soit M49, M58, M60, M61, M84, M85, M87, M88, M91, M99 et M100.
Toutes les galaxies de la liste de Mahtessian ne constituent pas réellement un groupe de galaxies. Ce sont plutôt plusieurs groupes de galaxies qui font tous partie d'un amas galactique, l'amas de la Vierge. Pour éviter la confusion avec l'amas de la Vierge, on peut donner le nom de groupe de M60 à cet ensemble de galaxies, car c'est l'une des plus brillantes de la liste. L'amas de la Vierge est en effet beaucoup plus vaste et compterait environ 1300 galaxies, et possiblement plus de 2000, situées au cœur du superamas de la Vierge, dont fait partie le Groupe local,.
De nombreuses galaxies de la liste de Mahtessian se retrouvent dans onze groupes décrits dans l'article d'A.M. Garcia, soit le groupe de NGC 4123 (7 galaxies), le groupe de NGC 4261 (13 galaxies), le groupe de NGC 4235 (29 galaxies), le groupe de M88 (13 galaxies, M88 = NGC 4501), le groupe de NGC 4461 (9 galaxies), le groupe de M61 (32 galaxies, M61 = NGC 4303), le groupe de NGC 4442 (13 galaxies), le groupe de M87 (96 galaxies, M87 = NGC 4486), le groupe de M49 (127 galaxies, M49 = NGC 4472), le groupe de NGC 4535 (14 galaxies) et le groupe de NGC 4753 (15 galaxies). Ces onze groupes font partie de l'amas de la Vierge et ils renferment 396 galaxies. Certaines galaxies de la liste de Mahtessian ne figurent cependant dans aucun des groupes de Garcia et vice versa.